# Курди у Турској
Курди су највећа етничка мањина у Турској. Према различитим проценама, они чине између 15% и 20% становништва Турске. Постоје Курди који живе у различитим провинцијама Турске, али су првенствено концентрисани на истоку и југоистоку земље, унутар региона који Курди сматрају турским Курдистаном. Званично у регионима источне Анадолије и југоисточне Анадолије. Масакри, као што су брутално гушење побуне шеика Саида, геноцид Дершим и масакр у Зилану, периодично су вршени над Курдима од успостављања Републике Турске 1923. године. Турска влада је категорисала Курде као „планинске Турке“ до 1991. и негирала је постојање Курда. Речи „Курди“ или „Курдистан“ су биле забрањене на било ком језику од стране турске владе, иако је „курдски“ био дозвољен у пописним извештајима. Након војног удара 1980. године, курдски језици су званично забрањени у јавном и приватном животу. Многи људи који су говорили, објављивали или певали на курдском су ухапшени и затворени. У Турској је незаконито користити курдски језик као наставни језик у јавним и приватним школама. Курдски језик је дозвољен само као предмет у неким школама.
Од 1980-их, курдски покрети укључују како мирне политичке активности за основна грађанска права Курда у Турској, тако и оружану побуну и герилски рат, укључујући војне нападе усмерене углавном на турске војне базе, захтевајући прво одвојену курдску државу, а касније самоопредељење за Курде. Према државно спонзорисаном истраживању јавног мњења у Турској, 59% самоидентификованих Курда у Турској мисли да Курди у Турској не траже посебну државу (док 71,3% Турака мисли да желе).
Током курдско-турског сукоба, курдским селима и градовима стављен је ембарго на храну. Било је много случајева да су турске снаге безбедности насилно протерале Курде из својих села. Многа села су запаљена или уништена. Током 1990-их и раних 2000-их, политичке партије које су представљале курдске интересе биле су забрањене. У 2013, прекид ватре је ефективно окончао насиље до јуна 2015, када су обновљена непријатељства између Курда и турске владе због турске умешаности у грађански рат у Сирији. Насиље је било нашироко пријављено над обичним курдским грађанима, а руља је напала седиште и огранке Народне демократске партије за прокурдска права. 

## Историја
Династија Марванида, која је била курдског порекла, владала је територијом од Дијарбакира која је обухватала делове Сирије и Ирака од 984. до 1083. године. Династија Ајубида, такође курдског порекла, владала је деловима Анадолије у 12. и 13. веку. Према курдском историчару Рохату Алакому, прво курдско племе које је стигло у Средњу Анадолију било је племе Моданли које се населило у Хајмани 1184. године. Према Ахмету Незихи Турану, прво курдско насеље у Централној Анадолији добило је име Куртлер („Курди“), основано у Јабан Абаду (близу Анкаре) 1463. године.[Према Марку Сајксу, најранији трансфер становништва (или прогон) Курда у Централну Анадолију извршен је за време владавине Селима I.
Махмуди је било османско-курдско племе у региону језера Ван, које је према Евлији Челебију имало 60.000 ратника. Њихов поглавица, Сари Сулејман бег, ојачао је замак Хошап у региону језера Ван, 1643. године.
Након 1800. племена Чиханбејли, Ресван и Секбизин су мигрирала у централну Анадолију са истока и југоистока. Укупна курдска популација у Турској процењена је на око 1,5 милиона 1880-их, од којих су многи били номади или пастири.
Пре оснивања Турске, Курди су били признати као сопствени народ. Турски лидер Мустафа Кемал је такође признао Курде као нацију у то време и изјавио да ће покрајинама у којима су живели Курди бити додељена аутономија. Након успостављања Републике Турске, чиме су окончани калифат и султанат у Турској, било је неколико курдских побуна од 1920-их: побуна Кокири, побуна Бејтусебаба, побуна шеика Саида, побуна Дершим и Араратска побуна. Политика према Курдима се најизраженије променила 1924. године, пошто је нови устав ускратио Курдима аутономију. Курдски народ и њихов језик убрзо су били угњетавани од стране турске владе, пошто је турски устав из 1924. забрањивао употребу курдског језика на јавним местима, а донет је и закон који је омогућио експропријацију курдских земљопоседника и предају земље Турцима. Кроз тезу турске историје, Курди су класификовани као туранског порекла, који су мигрирали из Централне Азије пре 5000 година. Отуда је негирана курдска нација и Курди су названи планинским Турцима. Од 1927. године, генерални инспектор је управљао Првим генералним инспекторатом кроз спровођење ванредних декрета и ванредног стања. Подручја око Хакарија, Мардина, Сирта, Урфе, Вана, Елазига и Дијарбакира била су под његовом влашћу до 1952. године када је влада Демократске партије донела нови приступ Курдима и затворила Генералне инспекторате.
Закон о расељавању из 1934. године је дозволио да се деси насиље у Дершиму које је имало катастрофалне последице по локално становништво. Циљ или закон је био да се становништво са нетурском културом рашири на подручја која се разликују од њиховог порекла, и да се људи који су били спремни да се придржавају турске културе населе у раније нетурске области. Четврти генерални инспекторат основан је јануара 1936. у региону Дерсима и курдски језик и култура су забрањени. Масакр у Тунџели вилајету се често меша са Дерсимском побуном која се догодила током ових догађаја. У периоду 1937–38, убијено је отприлике 10.000-15.000 Алевита и Курда, а хиљаде је отишло у изгнанство. Кључна компонента процеса потурчења била је политика масовног пресељења становништва. 
Након државног удара 1960. године, Државна организација за планирање основана је како би се решио проблем курдског сепаратизма и неразвијености. Организација је 1961. године припремила извештај под називом „Принципи државног плана развоја за исток и југоисток“,  скраћено у „Источни извештај“. Предложила је да се сепаратизам ублажи подстицањем етничког мешања кроз миграцију (на и са југоистока). Ово није било другачије од политике коју је водио Комитет уније и напретка под Османским царством. Тадашњи министар рада, Булент Еџевит, делимичног курдског порекла, је критиковао извештај. Од оснивања Генералног инспектората до 1965. године, југоисточна Турска је била забрањено подручје за странце. Током 1970-их, сепаратистички покрет се удружио у курдско-турски сукоб. Од 1984. до 1999. турска војска је била уплетена у сукоб са Курдима. Турска држава је успоставила и наоружала систем сеоске страже око 1984. за борбу против Курда. Милиција Курда се састојала од локалних Курда и имала је око 58.000 припадника. Неки од сеоских стражара су жестоко лојални турској држави, што је довело до сукоба међу курдским милитантима.
Због сукоба између турске војске и курдских села на југоистоку земље су опустошена, а курдски цивили су се преселили у локалне одбрамбене центре као што су Дијарбакир, Ван и Ширнак, као и у градове западне Турске, па чак и у западну Европу. Узроци депопулације укључивали су војне операције турске државе против курдског становништва, неке злочине над курдским клановима које нису могли да контролишу и сиромаштво. Током 1990-их појавила се нада за окончање сукоба, пошто је неколико пута проглашено примирје. 
Евакуације су биле противправне и насилне. Безбедносне снаге би опколиле село користећи хеликоптере, оклопна возила, трупе и сеоске страже и спалиле ускладиштене производе, пољопривредну опрему, усеве, воћњаке, шуме и стоку. Палили су куће, не дајући могућност да се поврати имовина после оваквих операција. Током ових дешавања, снаге безбедности су често злостављали и понижавали сељане, крали њихову имовину и новац, малтретирали их или мучили пре него што су их истерали на путеве што даље од њихових бивших домова. Операције су обележене бројним „нестанцима“ и вансудским погубљењима. До средине 1990-их, више од 3.000 села је практично збрисано са мапе, а према званичним подацима, 378.335 курдских сељана је расељено и остало без крова над главом.

### 21. век
Године 2009, под вођством министра унутрашњих послова Бешира Аталаја, започет је краткотрајни мировни процес, али га Републиканска народна партија и Партија националистичког покрета нису подржале због забринутости око етничког и националног јединства држава. Завршен је у децембру 2009. године, након напада на турске војнике од стране Курдистанске радничке партије 7. децембра и забране Партије демократског друштва 11. децембра 2009. године. У 2010. години, након сукоба између Курда и владиних снага у источној и југоисточној Турској, неколико локација у ирачком Курдистану је нападнуто од стране турских ваздухопловних снага почетком јуна 2010. године. Ваздушни напад је пријављен 4 дана касније у чланку објављеном одмах након напада. Напето стање на граници се наставља од 2007. године, при чему су обе стране одговарале на сваки офанзивни потез једне друге. Након одлуке бирачког одбора Турске да забрани истакнутим курдским кандидатима који су наводно имали неисплаћене потернице или су били део текућих истрага, да се кандидују на предстојећим изборима, 19. априла 2011. избили су насилни курдски протести, који су резултирали најмање једном жртвом. 
Уочи 2012. године (28. децембра), премијер Турске Реџеп Тајип Ердоган рекао је да влада води преговоре са затвореним вођом побуњеника Оџаланом. Дана 21. марта 2013, након вишемесечних преговора са турском владом, писмо Абдулаха Оџалана људима је прочитано на турском и курдском језику током прославе Новруза у Дијарбакиру. У писму се позива на прекид ватре који укључује разоружање и повлачење са турске земље и позива на прекид оружане борбе. Радничка партија Курдистана је саопштила да ће послушати, наводећи да је 2013. година решења или кроз рат или кроз мир. Такође је 25. априла 2013. објавила да ће повући све своје снаге унутар Турске у северни Ирак.
Већ 6. и 7. октобра 2014. избили су нереди у различитим градовима Турске због протеста због опсаде Кобанија. Демонстранти су дочекани сузавцем и воденим топовима; У протестима је убијено 37 људи. Након кризе у јулу 2015. (након бомбашког напада ИСИЛ-а у Суручу 2015. на курдске активисте), Турска је бомбардовала наводне базе Радничке партије Курда у Ираку, након једностране одлуке Партије да прекине прекид ватре (након вишемјесечних све већих тензија) и њене сумње у убиство двоје полицајаца у граду Џејланпинар. Насиље се убрзо проширило широм земље. Многа курдска предузећа је уништила руља. Нападнути су и седиште и огранци Народне демократске партије за прокурдска права. Постоје извештаји о убијеним цивилима у неколико градова и села насељених Курдима. Савет Европе је изразио забринутост због напада на цивиле и блокаде Џизре. У 2008. години, као и у оптужници у случају затварања Народне демократске партије, захтев за образовањем на курдском језику или учењем курдског језика је изједначен са подржавањем терористичких активности од стране Радничке партије. До 2017. мере предузете да се смање напори на промовисању курдске културе у Турској укључивале су промену назива улица у част курдских личности, уклањање статуа курдских хероја и затварање телевизијских канала који емитују програм на курдском језику. У јулу 2020. године, Турски савет за високо образовање забранио је студентима који студирају курдски језик и књижевност на турским универзитетима да пишу своје дисертације на курдском.

## Политика
Курдски политичари се баве политиком у главним политичким партијама Турске, као и у мањим партијама. Мехмет Мехди Екер (пољопривреда), Мехмет Шимшек (финансије) и Бекир Боздаг (заменик премијера) су примери министара курдског порекла који су радили као министри у 61. влади Турске. Постоје и политичке партије које подржавају политику мањина, попут Народне демократске партије, која има 58 од 600 места у парламенту, мултиетничко друштво и пријатељске турско-курдске односе. Критичари су оптужили странку да углавном заступа интересе курдске мањине у југоисточној Турској, где та странка има највише гласова. Турска влада под водством Реџепа Тајипа Ердогана криви Народну демократску партију за одржавање односа са оружаном милицијом Радничке партије Курдистана и отпустила је и ухапсила десетине изабраних градоначелника од 2016. године и пошто су општински избори у марту 2019. разрешили још 45 градоначелника са 65 места које је странка освојила. Од 2016. такође су Селахатин Демирташ и Фиген Јуксекдаг (у то време лидери Народне демократске странке) и неколико других чланова парламента Партије затворени у оквиру чистки 2016. у Турској.
Странке у Турској са великим нагласком на курдском национализму или мањинској политици укључују: Партију права и слобода, Комунистичку партију Курдистана, Исламску партију Курдистана, Народну демократску партију, Курдистанску демократску партију/Север (илегалну), Револуционарну партију Курдистана (илегалну). Угашене странке укључују Демократску странку (ДЕП; 1993–94), Демократску народну партију (1997–2005), Партију демократског друштва (ДТП; 2005–09), Партију слободе и демократије (ОЗДЕП; 1992–93), Курдистан Исламски покрет –2004), Партија мира и демократије (2008–14), Партија народне демократије (ХАДЕП; 1994–2003), Народна лабуристичка партија (ХЕП; 1990–93), Радничка авангардна партија Курдистана (1975–92). Забрањене странке укључују ХЕП, ОЗДЕП (1993), ДЕП (1994), ХАДЕП (2003) и ДТП (2009).
Према анкети из 2020. коју је спровео Универзитет Кадир Хас, 17,3% анкетираних људи који се изјашњавају као Курди одговорило је на питање „Који облик политике Курди желе?“ као „независна курдска држава”. Око 25% некурдских учесника дало је исти одговор на питање. Отприлике 33% курдских учесника је одговорило „демократскија Турска“, док су они који су одговорили „аутономија“ чинили 24,5% анкетираних. Чак 12,3% испитаних сматра да је владина политика која се тиче курдских питања „дефинитивно успешна“, док је оних који су рекли „дефинитивно неуспешној“ 11,7 одсто; 31,5 одсто испитаника је навело да је „главни елемент који повезује Курде и Турке” ислам, 24 одсто је изјавило да деле заједничку историју, а проценат оних који су рекли „демократско друштво” је 4,5 одсто. На питање „Како оцењујете разрешење неких покрајинских и окружних градоначелника и именовање повереника по пуномоћју после локалних избора 31. марта?“ Позитивно је на питање одговорило 26,5 одсто испитаника, а негативно 38,2 одсто.

## Култура
Између 1982. и 1991. године, извођење или снимање песама на курдском језику на телевизији и радију било је забрањено у Турској, што је погодило певаче као што су Шиван Первер, Махсун Кирмизигул и Ибрахим Татлисес. Међутим, дошло је до нелегалног тржишта, а пиратске радио станице и подземни снимци су постали доступни. Шиван Первер је композитор, вокал и тембур. Углавном се концентрише на политичку и националистичку музику и сматра се оснивачем курдске музике. Још један важан курдски музичар из Турске је Низаметин Арич. Почео је са певањем на турском, а дебитовао је као редитељ и глумац у неколико курдских филмова. Арич је одбацио музичку славу по цену понижавања свог језика и културе. Као резултат певања на курдском, затворен је, а затим приморан да побегне у Сирију и на крају у Немачку.

## Демографија
| Година | Говорници курдског језика | %    | Напомена                          |
| ------ | ------------------------- | ---- | --------------------------------- |
| 1927   | 1.184.446                 | 8,7% | Ј1: 1,184,446 нема података за Ј2 |
| 1935   | 1.594.702                 | 9,9% | Ј1: 1,480,246 Ј2: 114,456         |
| 1945   | 1,593,692                 | 8,5% | Ј1: 1,476,562 Ј2: 117,130         |
| 1950   | 2,069,921                 | 9,9% | Ј1: 1,854,569 Ј2: 215,352         |
| 1955   | 1,942,285                 | 8,1% | Ј1: 1,679,265 Ј2: 263,020         |
| 1960   | 2,317,132                 | 8,3% | Ј1: 1,847,674 Ј2: 469,458         |
| 1965   | 2,817,313                 | 9%   | Ј1: 2,370,233 Ј2: 447,080         |
| 1970   | 3.225.795                 | 9,1% | подаци из новина                  |

Већина Курда живи у Турској. Процене о курдском становништву у Турској значајно варирају у зависности од извора. Професор политичких наука, Мајкл Гунтер, написао је да курдски извори имају тенденцију да преувеличавају бројке, док државе у којима Курди живе често потцењују курдско становништво. Њихов број се процењује на 14.000.000 људи (18% становништва). Извештај који је наручио Савет за националну безбедност (Турска) 2000. године износи 12.600.000 људи, или 15,7% становништва. Један западни извор процењује да је до 25% турске популације Курди (отприлике 18-19 милиона људи). Курдски националисти наводе цифру од 20.000.000 до 25.000.000. Све горе наведене бројке односе се на број људи који се идентификују као Курди, а не на број који говоре курдски језик, али укључују и Курде и Зазе. Процене засноване на матерњим језицима наводе да курдско становништво износи 6% до 23%; Ибрахим Сиркеци тврди да би најближи број требало да буде изнад 17,8%, узимајући у обзир политички контекст и потенцијалну пристрасност у одговорима забележеним у анкетама и пописима. Стопа раста становништва Курда 1970-их је дата као 3,27%. Према две студије (2006. и 2008.) које је спровела Компанија за истраживање и саветовање (КОНДА), људи који се идентификују као Курдски или Заза и/или говоре Курманџи или Заза као матерњи језик одговарају 13,4% становништва. На основу веће стопе наталитета међу Курдима, и користећи резултате пописа из 2000. године, КОНДА је сугерисала да се ова цифра повећа на 15,7% када се урачунају и деца, крајем 2007. године.
Од досељавања у велике градове на западу Турске, међуетнички бракови су постали чешћи. Студија из 2013. процењује да постоји 2.708.000 бракова између Турака и Курда/Заза. Статистике турске владе показују да курдске жене у Турској рађају око четворо деце, што је дупло више од остатка турског становништва. Курдско становништво расте, док остатак земље има стопу наталитета испод нивоа. У неким провинцијама у којима доминирају Курди, жене рађају у просеку 7,1 дете. Жене у провинцијама источне Турске у којима доминирају Курди такође имају око три пута већу стопу неписмености од мушкараца, што је у корелацији са већом стопом наталитета. Године 2000. 66% петнаестогодишњих девојчица из провинције Ширнак није знало да чита ни пише.

## Језик
Већина људи који се изјашњавају као Курди говоре курманџи, док мањина њих говори турски или зазаки као матерњи језик. Студија објављена 2015. године која је демографски анализирала регионе Турске насељене Курдима (искључујући дијаспору) закључила је да око 92% људи који припадају курдском етничком идентитету говорило је курдски језик, 6,4% је говорило турски, а 1,4% је говорило зазу као матерњи језик. Око 2% испитаних људи који су се идентификовали као Заза, али не и Курди, изјавило је да им је матерњи језик курдски. Само 3,1% Турака и 4,6% Арапа такође је изјавило да говори курдски. Што се тиче Алевија, 70% говорило је зазу, 20% курдски и 10% турски. Око 75% Курда је изјавило да или имају „веома добро“ или „добро“ знање матерњег језика. Већ 55% оних који су имали „веома добро“ или „добро“ знање матерњег језика навело је да су и њихова деца била добра у том језику. Око 75% Курда и 2% Заза изјавило је да код куће говоре курдски. Турски је говорило 22,4% и 38,3% код куће. Турски (70%) је био доминантни језик домаћинства за алевијско становништво.

## Религија
Већина Курда који живи у Турској су сунитски муслимани, иако алевизам чини значајну мањину од око 30%.[107] 24,4% Курда и 9,8% Заза изјаснило се да припадају ханефијској школи, док је велика већина њих била из шафијске школе, што је у супротности са локалним турским и арапским становништвом, од којих су оба била претежно ханефијска. 3,1% Курда и 14,8% Заза су били Алевити, у поређењу са 5,4% Турака и 1,1% Арапа. Утврђено је да су Курди и Зази у источној Турској религиознији у поређењу са општом популацијом Турске и турском популацијом у истом региону. Стопе верског поштовања као што су пост током Рамазана, молитва 5 пута дневно или редовно одлазак на џуму показују сличне обрасце. С друге стране, људи који су Алевити показују најмању количину религиозности и најнижу стопу поштовања, како на регионалном тако и на националном нивоу. Чак 96 до 97 одсто анкетираних група Курда и Заза у источној Турској имало је некога у свом домаћинству ко носи хиџаб, што је више у поређењу са турском популацијом у региону. Само око 11% Алевита изјавило је да у њиховом домаћинству има некога са хиџабом. Само 4,3% група Курда и Заза били су чланови одређене верске секте, што је отприлике дупло више од регионалне турске и алевитске популације.

## Анадолија
Курди Централне Анадолије су курдски народ који је емигрирао и боравио у Средњој Анадолији. Имају између 50.000 и 100.000 људи. Језгро Курда Централне Анадолије чине племена који живе у провинцијама Анкара, Коња и Аксарај. Мустафа Кемал  их је помињао као „Курди у пустињи Коња" у интервјуу са Ахметом Емином (Јалманом) од 16/17. јануара 1923. године.
Према Херману Венцелу, првобитни узгајивачи ангорских коза били су Курди из Унутрашње Анадолије.
Највећа племена Курда Централне Анадолије су Базаини или Шеик Базаини, Јудикан, Сајфкан, Челеби, Јанбеки, Џеханбегли, Халикан, Мутикан, Хаџибани, Баракати, Бадели, Ухчижеми, Рашван, Шерди, Урукчи, Милан, Зирикан, Атманикан и Тирикан. Некада су нека од племена Јанбегли, Рашван и Милан била алевитског порекла и следила су алевизам.
Централноанадолски Курди користе два или четири примарна дијалекта курдског језика. То су Курмањи и Димили/Заза. Генерално, њихов матерњи језик је Курманџи Курдски који имају потешкоћа да разумеју дијалект који се говори у Хајманију где живи племе Шексбизин. Прича се да нова генерација Курда у неким насељима више не говори курдски. 

## Људска права
Од 1970-их, Европски суд за људска права је осудио Турску за хиљаде кршења људских права. Пресуде се односе на погубљења курдских цивила, мучења, присилна расељавања, уништена села, произвољна хапшења, убијене и нестале курдске новинаре. Случај, 2018. и 2020. године, Европски суд за људска права је пресудио да је хапшење и затварање Селахатина Демирташа било супротно пет чланова Европске конвенције о људским правима и да има „скривену сврху гушења плурализма и ограничавања слободе политичке дебате и наредио Турској да му исплати 25.000 евра одштете. Турска је одбила да га ослободи.
Европска комисија против расизма и нетолеранције извештава да (од априла 2010.): „Јавна употреба курдског језика од стране званичника чини их отвореним за кривично гоњење, а јавна одбрана појединаца курдских или мањинских интереса такође често доводи до кривичног гоњења према Кривичном законику." Из брифинга из 1994. године у Међународној правној групи за људска права: "проблем у Турској је што је Устав против Курда и устав апартхејда је веома сличан њему."
Године 1998. Лејла Зана је осуђена на затворску казну. Ово је навело једног члана Представничког дома америчког Конгреса, Елизабет Фурс, да оптужи Турску да је расистичка држава и да наставља да ускраћује Курдима глас у држави.“ Абас Манафи тврди „Курдско лишавање сопствене културе, језикаи традиције није у складу са демократским нормама. То одражава систем апартхејда који жртвује мањине као што су Јермени, Курди и Алевити.“